# Нова Шотландія (півострів)
Нова Шотландія (англ. Nova Scotia) — півострів на південному сході Канади.

## Географія
На території півострова Нова Шотландія розташована частина однойменної провінції Канади. Довжина півострова близько 430 км, ширина 130 км. На сході вузьку протоку Кансі відділяє його від великого острова Кейп-Бретон, на півночі протоку Нортамберленд — від острова Принца Едварда. На півдні та південному сході омивається водами Атлантичного океану, на заході — водами затоки Мен, на північному заході — водами затоки Фанді. Півострів пов'язаний з материком (провінція Нью-Брансвік) лише вузьким перешийком Чіґнекто на північному заході.
На півдні та південному сході півострова берега сильно порізані та рясніють, затоками, фіордами та бухтами. Затоки: Фанді, Майнас, Чіґнекто, Сент-Джордж, Кантрі (Country Harbour), Індіан (Indian Harbour), Мускуодобойт (Musquodoboit Harbour). Бухти: Аннаполіс, Шедабакто, Маргаретс (Margarets Bay), Магоні (Mahone Bay), Медуей (Medway Bay), Джордан (Jordan Bay), Сент-Меріс, Кобеквід (Cobequid Bay). Загальна довжина берегової лінії становить 7579 км. У прибережних водах розкидано 3809 дрібних островів.
Річки: Аннаполіс, Мерсей (Mersey River) та Медуей (Medway River), Бівер, Мус, Шубенакаді (Shubenacadie River), а також кілька тисяч дрібних річечок та струмків.
Найбільші озера: Росіньйоль, Кеджімкуджік, Парадайз (Paradise Lake), Малґрейв (Mulgrave Lake).
Найзначніші міста: Галіфакс та Дартмут.
Крайні точки півострова: на північному сході — мис Джордж, на сході — мис Кансо, на півдні — мис Баккара.

## Геологія
Півострів складений породами палеозойської ери — гранітами, пісковиками, гнейсами. Основні корисні копалини: кам'яне вугілля, кам'яна сіль, барити, гіпс. Видобувають також пісок та гравій. На шельфі (поблизу острова Сейбл) виявлені родовища нафти та газу.

## Клімат та рельєф
Клімат м'який (помірний та вологий) — за рік випадає до 1200 мм опадів, але періодично півострів відчуває вплив сильних східних вітрів та штормів. Поверхня півострова являє собою рівнину з окремими горбистими грядами висотою до 275 метрів, порослими хвойними та широколистяними лісами.

## Охорона природи
На території півострова розташована національний парк Кеджімкуджік та кілька провінційних парків: Кейп-Чігнекто, Арісаіг (англ. Arisaig Provincial Park), Бейфілд-Біч (англ. Bayfield Beach Provincial Park), Бівер-Маунтін (англ. Beaver Mountain Provincial Park), Помкет-Біч (англ. Pomquet Beach Provincial Park), Кейп-Шігнекто. Природні заповідники: Тобеатік, Макгілл-Лейк, Клод-Лейк.

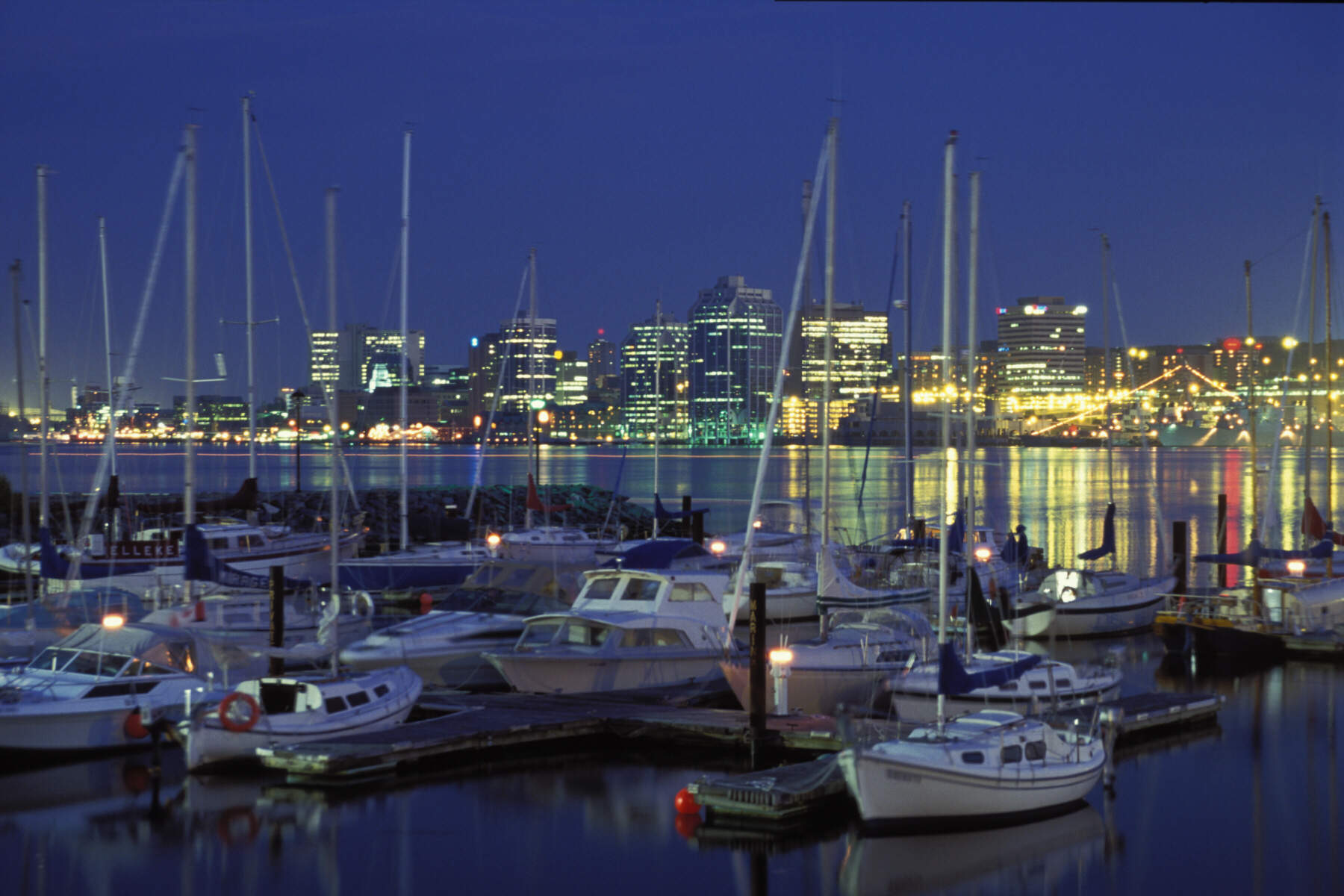
Галіфакс, столиця провінції Нова Шотландія
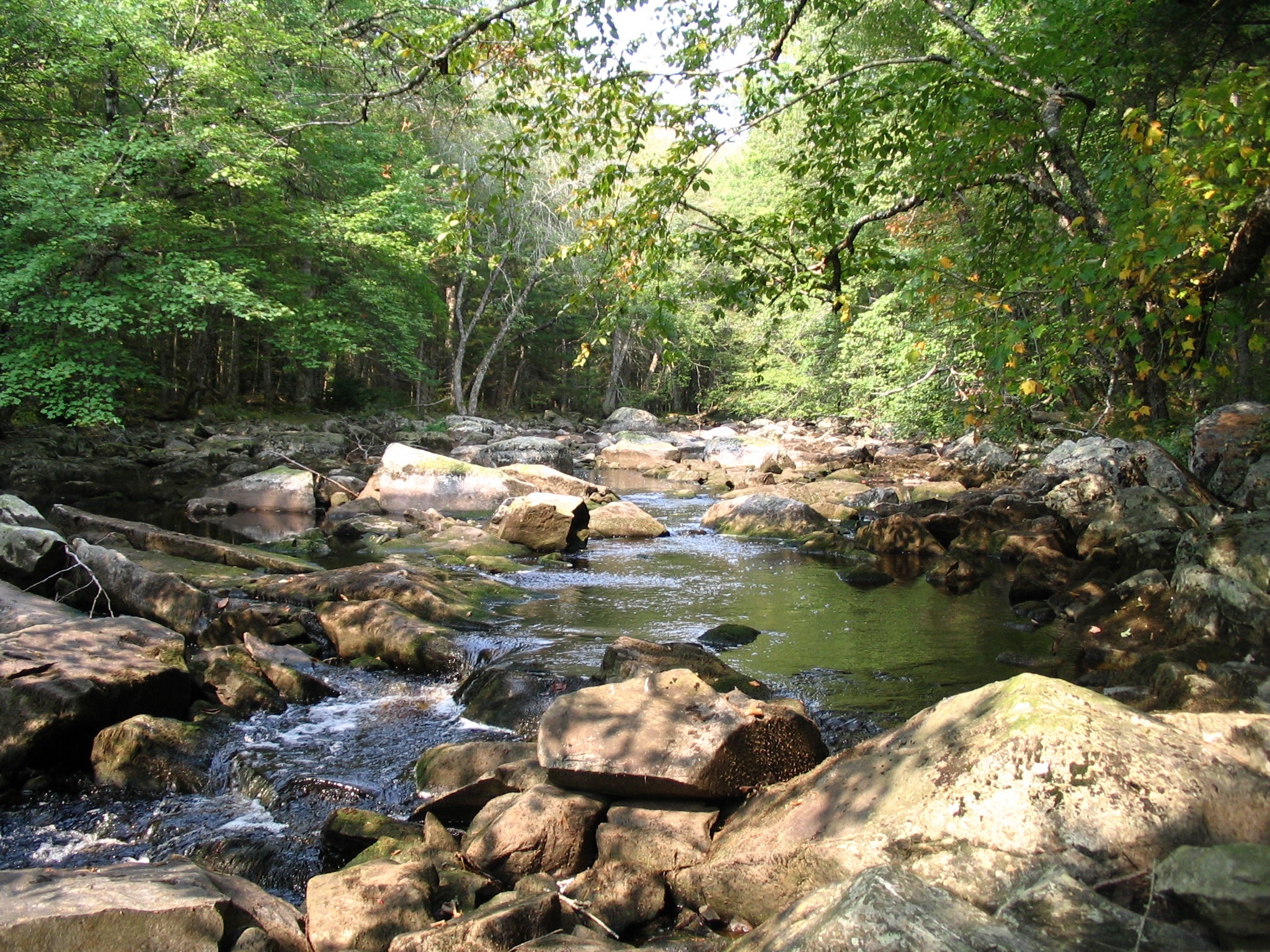
Річка Літл-Рівер
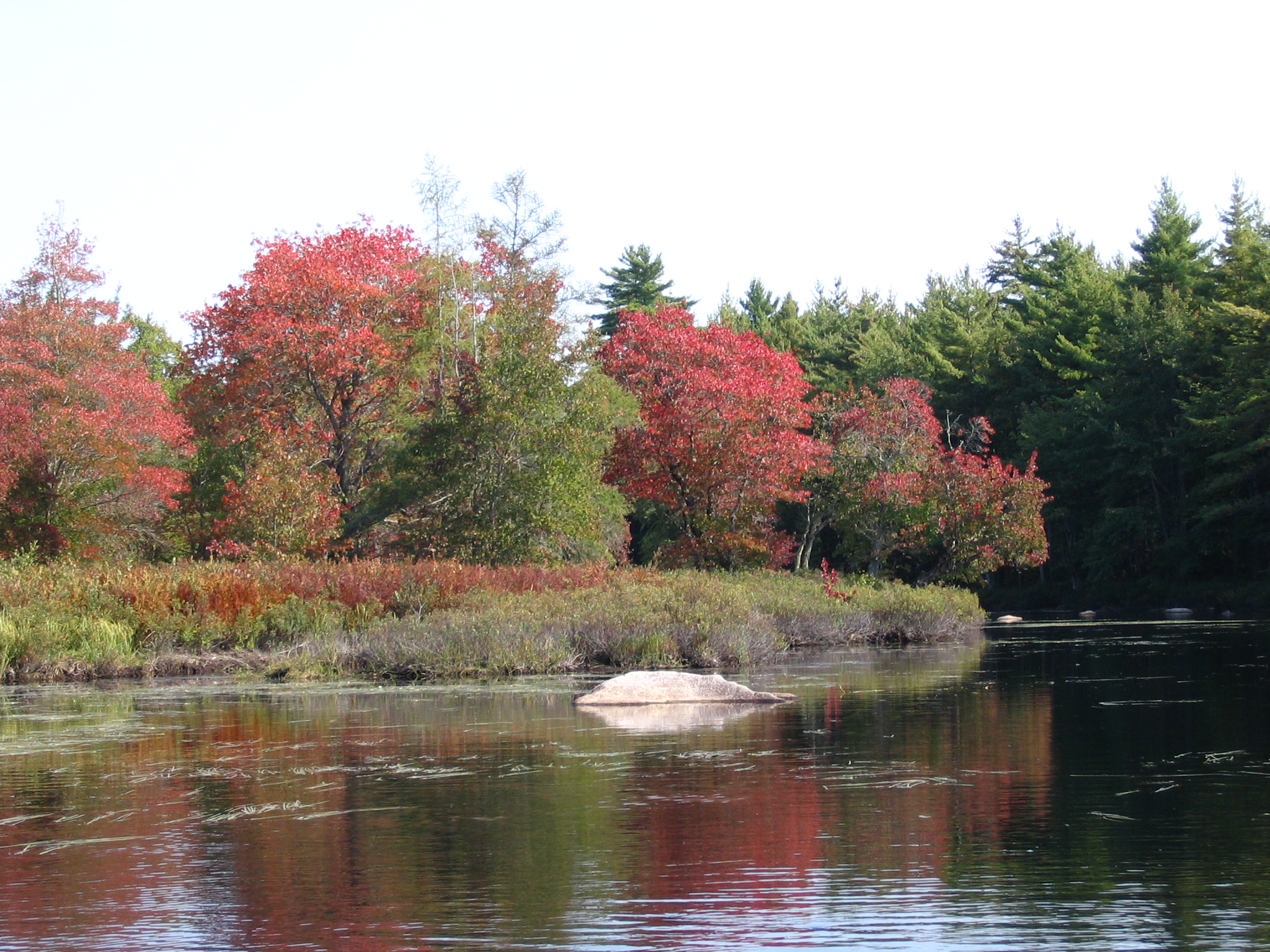
Осінь у національному парку Кеджімкуджік
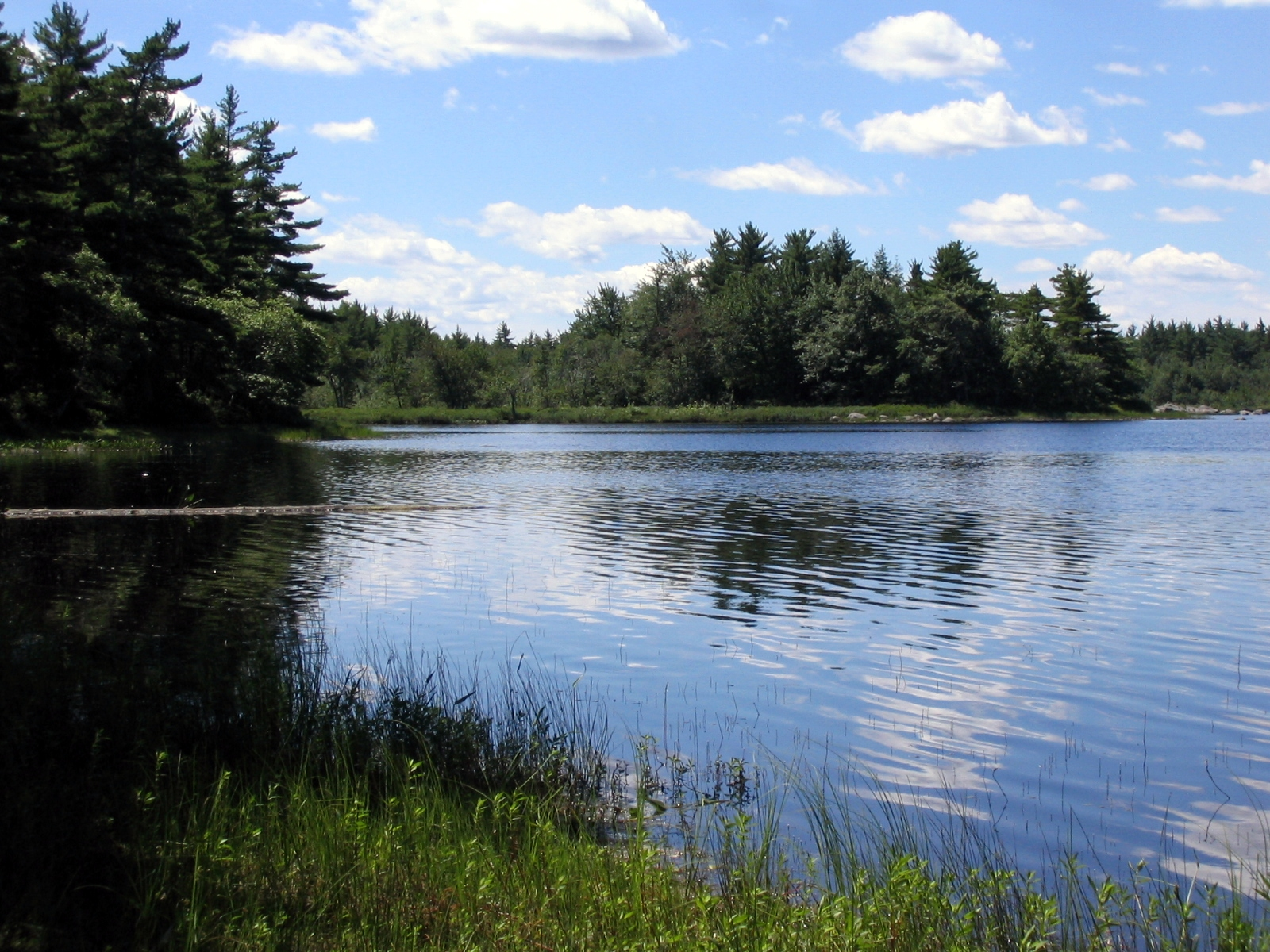
Озеро Кеджімкуджік